# Неделькович, Михайло
Михайло Неделькович (серб. Михајло Недељковић; 1888—1944) — югославский военачальник.

## Краткая биография
О жизни и службе до 1934 года данных нет. С 1934 по 1936 годы занимал должность начальника штаба пограничных войск Королевства Югославии. С 1936 по 1941 годы командовал Вардарской пехотной дивизией. В 1941 году во время Апрельской войны попал в плен. Во время плена поддерживал Народно-освободительную армию Югославии, за что был казнён.